# Đông Quan, Lộc Bình
Đông Quan là một xã thuộc huyện Lộc Bình, tỉnh Lạng Sơn, Việt Nam.

## Địa lý
Xã Đông Quan nằm ở trung tâm huyện Lộc Bình, có vị trí địa lý:
- Phía đông giáp thị trấn Na Dương và các xã Sàn Viên, Lợi Bác
- Phía tây giáp xã Minh Hiệp và xã Nam Quan
- Phía nam giáp xã Ái Quốc
- Phía bắc giáp thị trấn Lộc Bình và các xã Thống Nhất, Tú Đoạn.

Xã Đông Quan có diện tích 73,59 km², dân số năm 2018 là 6.791 người, mật độ dân số đạt 92 người/km².

## Lịch sử
Địa bàn xã Đông Quan hiện nay trước đây vốn là hai xã Đông Quan và Quan Bản thuộc huyện Lộc Bình.
Trước khi sáp nhập, xã Đông Quan có diện tích 53,53 km², dân số là 4.675 người, mật độ dân số đạt 87 người/km². Xã Quan Bản có diện tích 20,06 km², dân số là 2.116 người, mật độ dân số đạt 105 người/km².
Ngày 21 tháng 11 năm 2019, Ủy ban Thường vụ Quốc hội ban hành Nghị quyết số 818/NQ-UBTVQH14 về việc sắp xếp các đơn vị hành chính cấp xã thuộc tỉnh Lạng Sơn (nghị quyết có hiệu lực từ ngày 1 tháng 1 năm 2020). Theo đó, sáp nhập toàn bộ diện tích và dân số của xã Quan Bản vào xã Đông Quan.